# Bèlluèc
Bèl Luèc (en francès Beaulieu-sur-Dordogne) és un municipi francès situat al departament de la Corresa i a la regió de la Nova Aquitània.

## Demografia
| 1962                                       | 1968  | 1975  | 1982  | 1990  | 1999  | 2007  |
| ------------------------------------------ | ----- | ----- | ----- | ----- | ----- | ----- |
| 1.511                                      | 1.592 | 1.560 | 1.508 | 1.265 | 1.278 | 1.288 |
| Des de 1962: població sense dobles comptes |       |       |       |       |       |       |

## Administració
| Període   | Identitat          | Partit |
| --------- | ------------------ | ------ |
| 2001-2008 | Jacques Vigier     | UMP    |
| 2008-     | Jacques Descargues | PS     |